# Михалолиакос, Николаос
Николаос Михалолиакос (греч. Νικόλαος Γ. Μιχαλολιάκος; родился 11 декабря 1957) — греческий политик, лидер ультраправой партии «Золотая заря».

## Биография
Николаос родился в Афинах в 1957 году. Получил образование на факультете математики Афинского университета.
Уже в возрасте 16 лет присоединился к националистической Партии 4 августа во главе с Константиносом Плеврисом. Он также входил в ряды Афинской городской ячейки организации EOKA-B. Впервые арестован в июле 1974 года во время протестной акции перед британским посольством в Афинах против позиции Соединенного Королевства при турецком вторжении на Кипр.
Вторично арестован в декабре 1976 года за нападение на журналистов, освещавших захоронения Евангелоса Маллиоса, бывшего начальника разведки управления безопасности греческой полиции, которого связывают с пытками заключенных во времена «режима полковников». Его убили члены Революционной организации 17 ноября, но были освобождены из под стражи. В заключении Николаос познакомился с лидерами греческой военной хунты 1967—1974 годов. После этого он вступил в армию и стал командующим спецподразделения.
Третий раз Николаос был арестован в июле 1978 года, после того как стал членом ультраправой экстремистской группировки. Его приговорили к одному году лишения свободы в январе 1979 года за незаконное ношение оружия и взрывчатых веществ. Он также был лишен воинского звания.
После освобождения Николаос основал журнал «Хриси Авги» (в переводе с греческого означает «Золотая заря»). Тематика журнала, по крайней мере на начальном этапе, была тесно связана с националистическими убеждениями. Однако, в апреле 1984 года издание журнала прекратилось после личного распоряжения Георгиоса Пападопулоса, когда Михалолиакос вступил в Национальный политический союз и взял на себя руководство молодежной секцией. В январе 1985 года он вышел из состава Национального политического союза и основал «Народное национальное движение — Хриси Авги».
Николаос Михалолиакос оставался лидером Хриси Авги, пока сам не объявил о роспуске движения в ноябре 2005 года. Он пошел на этот шаг из-за столкновения с антифашистами . В 2005—2007 годах он (как и большинство членов Хриси Авги) продолжил свою политическую деятельности через Патриотический альянс — политическую партию, реформированную и возглавленную лично Михалолиакосом.
В середине 2000-х годов Хриси Авги была восстановлена под руководством Михалолиакоса. Однако её деятельность встретила сопротивление как государства, так и левых активистов. Несмотря на это, на выборах 6 мая 2012 года и повторных выборах 17 июня 2012, партия преодолела 3-процентный барьер, и была представлена в Греческом парламенте.
7 октября 2020 года Апелляционный суд в Афинах (Εφετείο Αθηνών) признал Михалолиакоса виновным в руководстве преступной группировкой. 14 октября Апелляционный суд приговорил Михалолиакоса к 13 годам тюрьмы.

## Публикации
- Последний верный (Οι Τελευταίοι Πιστοί)[13]
- Враги государства (Εχθροί του Καθεστώτος)[13]
- За Великую Грецию в Свободной Европе (Για μια Μεγάλη Ελλάδα σε μια Ελεύθερη Ευρώπη)[13]
- Против всех (Εναντίων Όλων)[13]